# Обсерватория Квистаберг
Обсерватория Квистаберг — астрономическая обсерватория, основанная при кафедре физики и астрономии Уппсальского университета в 1948 году в районе поселения Бру (Швеция). С 1948 по 2004 год была филиалом Уппсальской астрономической обсерватории. С 2009 года купола и телескопы обсерватории включены в состав музея. В честь обсерватории Квистаберг назван астероид (3331) Kvistaberg, открытый 8 октября 1979 года шведским астрономом Класом-Ингваром Лагерквистом в обсерватории Ла-Силья.

## Руководители обсерватории
- 1948—1970: Åke Wallenquist — первый директор обсерватории;
- 1970—1999: Tarmo Oja;
- 1999—2007: Claes-Ingvar Lagerkvist;
- с 2008 года — Bengt Edvardsson.

## История обсерватории
Первоначально обсерватория была создана как частная в 1918 году художником и любителем астрономии Нильсом Таммом (Nils Tamm). В 1944 году Нильс Тамм пожертвовал свою обсерваторию Уппсальскому университету, в котором обучался астрономии в молодости.
Благодаря работе en:Åke Wallenquist и en:Gunnar Malmquist в обсерватории Квистаберг был установлен большой телескоп Шмидта в 1963 году. В 2004 году Уппсальский университет постановил прекратить научные работы в обсерватории в связи с возросшей засветкой. Имущество было продано в муниципалитет Upplands-Bro, где находится обсерватория Квистаберг. В настоящее время купола и телескопы обсерватории являются частью музея, который был открыт в 2009 году.

## Инструменты обсерватории
- 13-см рефрактор Цейсс (1919 год);
- 20-см астрограф Цейсс (D = 20 см, F = 100 см) (создан в 1922 году, в обсерватории был по 2005 год);
- 40-см Кассегрен (1950-е года);
- Камера Шмидт-Вайсала (D = 31/38 см, F = 73 см, создан в 1941 году, был в обсерватории с 1957 по 2005 год);
- Телескоп системы Шмидта (D = 100/135 см, F = 300 см, установлен в 1963 году) — второй по величине телескоп Шмидта на момент создания.

## Направления исследований
- звездная астрономия;
- двойные звезды;
- переменные звезды;
- Млечный Путь
- поиск комет и околоземных астероидов.

## Основные достижения
- Участие в проекте Уппсала-DLR астероидный обзор (UDAS) — поиск околоземных астероидов.
- Открытие околоземного астероида 2001 FX9[1].